# Wilhelm Gustav Illbruck

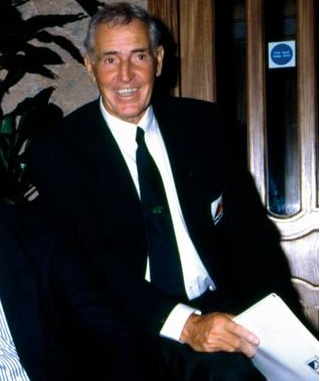
Willi Illbruck (1993)

Wilhelm Gustav "Willi" Illbruck (* 26. September 1927 in Opladen; † 21. November 2004 in Pattscheid) war ein deutscher Unternehmer und Hochseesegler.
Nach einer Ausbildung zum Werkzeugmacher, dem Militärdienst und fünfjähriger sowjetischer Kriegsgefangenschaft arbeitete er zunächst bei der Deutschen Bundesbahn und später in der Kartonagenindustrie.
1952 gründete er in Pattscheid die Firma Illbruck GmbH für Kunststofftechnik (heute Carcoustics).
In den 1980er und 1990er Jahren bestimmte Willi Illbruck mit seinem Partner Hans-Otto Schümann die deutsche Hochseesegelszene. 1983 und 1993 gewann er mit seinen Yachten Pinta den Admiral’s Cup (Skipper: Russell Coutts), 1984 den Sardinia Cup, 1993 und 1994 den One-Ton-Cup.
Am 26. September 2002, seinem 75. Geburtstag, erhielt Illbruck das am 19. November 2001 verliehene Bundesverdienstkreuz am Bande. Er war verheiratet und hatte zwei Kinder.
Die Firma Illbruck war unter ihrem neuen Inhaber, dem Sohn Michael Illbruck, Hauptsponsor des gleichnamigen Segelteams, das mit der Yacht Illbruck beim Volvo Ocean Race 2001–2002 den Sieg erlangte.
Im Jahr 2004 wurde die Willi Illbruck Racing Foundation zur Erinnerung an Willi Illbruck gegründet, die sich die Unterstützung einer deutschen Starboot- und 470er-Mannschaft zu den Olympischen Spielen 2008 in Peking zum Ziel setzte.